# Boryspil (huyện)
Boryspil (tiếng Ukraina: Бориспільський район, chuyển tự: Boryspils’kyi raion) là một huyện của tỉnh Kiev thuộc Ukraina. Huyện Boryspil có diện tích 1485 km², dân số theo điều tra dân số ngày 5 tháng 12 năm 2001 là 54.633 người với mật độ 37 người/km². Trung tâm huyện nằm ở Boryspil.